# Josip Šimunić (Pokerspieler)
Josip Šimunić (* 15. März 1983 in Wien) ist ein ehemaliger österreichischer Handballspieler und heutiger professioneller Pokerspieler. Er gewann 2015 das High Roller der European Poker Tour.

## Persönliches
Šimunić wuchs als Sohn zweier Kroaten in Wien auf. Sein Cousin ist der gleichnamige ehemalige Fußballspieler Josip Šimunić. Der Kreisläufer spielte vor seiner Pokerkarriere in der höchsten österreichischen Handballliga für die Vereine Handballclub Fivers Margareten und HIT Innsbruck.

## Pokerkarriere
Šimunić spielt online unter den Nicknames jozinho6 (PokerStars, Full Tilt Poker sowie partypoker), _lundi_6 (PokerStars.FR), _Jozinho_ (Winamax) und jozinho1504 (iPoker). Er gehörte dem Team partypoker an und spielte dort unter dem Nickname Jozinho.
Seine ersten Preisgelder bei Live-Turnieren gewann Šimunić ab Juni 2009 im Casino Seefeld. Anfang Februar 2014 gewann er die Swiss Poker Championship in Baden mit einer Siegprämie von umgerechnet mehr als 85.000 US-Dollar. Im Februar 2015 gewann Šimunić das High Roller der European Poker Tour in Deauville mit einem Hauptpreis von rund 310.000 Euro. Im Juli 2015 war der Österreicher erstmals bei der World Series of Poker im Rio All-Suite Hotel and Casino am Las Vegas Strip erfolgreich und kam bei zwei Turnieren der Variante No Limit Hold’em in die Geldränge; er belegte beim Little One for One Drop und im Main Event jeweils einen bezahlten Platz. Ende Juli 2015 wurde er beim Main Event der Poker-Europameisterschaft in Velden Zweiter und erhielt knapp 120.000 Euro. Im August 2016 belegte Šimunić beim Estrellas High Roller der EPT in Barcelona den dritten Platz und sicherte sich knapp 180.000 Euro. Seitdem blieben größere Turniererfolge aus.
Insgesamt hat sich Šimunić mit Poker bei Live-Turnieren mindestens 1,5 Millionen US-Dollar erspielt.